# Liste der Einträge in das National Register of Historic Places im Mora County
Diese Liste der Einträge im National Register of Historic Places im Mora County enthält alle im Mora County, New Mexico in das National Register of Historic Places eingetragenen Gebäude, Bauwerke, Objekte, Stätten oder historischen Distrikte.
Diese Liste entspricht dem Bearbeitungsstand des National Park Service/National Register of Historic Places vom 18. Oktober 2024.

## Legende
| NRHP | Historic Place                      |
| NHL  | National Historic Landmark          |
| NHLD | National Historic Landmark District |
| HD   | National Historic District          |

## Aktuelle Einträge
| [ 2 ] | Name                                                                   | Bild                                              | Eintragsdatum                 | Lage | Ort         | Beschreibung |
| ----- | ---------------------------------------------------------------------- | ------------------------------------------------- | ----------------------------- | --- | ----------- | ------------ |
| 1     | Cassidy Mill                                                           | Cassidy Mill                                      | 6. Dez. 1978 ID-Nr. 78001818  | südöstlich von Cleveland, in der Nähe der New Mexico State Road 3 35° 59′ 8″ N, 105° 21′ 29″ W                                         | Cleveland   |              |
| 2     | Daniel Cassidy and Sons General Merchandise Store                      | Daniel Cassidy and Sons General Merchandise Store | 1. Aug. 1979 ID-Nr. 79001541  | New Mexico State Road 3 35° 59′ 41″ N, 105° 22′ 16″ W                                                                                  | Cleveland   |              |
| 3     | Daniel Cassidy House                                                   |                                                   | 27. Juli 1990 ID-Nr. 90001062 | Adresse nicht veröffentlicht | Mora        |              |
| 4     | James J. Cassidy House                                                 |                                                   | 1. Sep. 2005 ID-Nr. 05000943  | Adresse nicht veröffentlicht | Cleveland   |              |
| 5     | Fort Union National Monument                                           | weitere Bilder                                    | 15. Okt. 1966 ID-Nr. 66000044 | nördlich von Watrous, an der New Mexico State Road 477 35° 54′ 26″ N, 105° 1′ 6″ W                                                     | Watrous     |              |
| 6     | Garcia House                                                           |                                                   | 24. Dez. 1990 ID-Nr. 90001063 | Adresse nicht veröffentlicht | Mora        |              |
| 7     | Gordon-Sanchez Mill                                                    |                                                   | 27. Juli 1990 ID-Nr. 90001061 | Adresse nicht veröffentlicht | Mora        |              |
| 8     | Guadalupita-Coyote Rural Historic District                             |                                                   | 5. Juni 2017 ID-Nr. 100001034 | Siedlungsgebiet zwischen Guadalupita und dem Williams Canyon, mit dem Tal des Coyote Creek 36° 8′ 16,8″ N, 105° 14′ 16,8″ W            | Guadalupita |              |
| 9     | La Cueva Historic District                                             | weitere Bilder                                    | 25. Mai 1973 ID-Nr. 73001144  | südöstlich von Mora, an der Straßenkreuzung der New Mexico State Road 3 und der New Mexico State Road 21 35° 56′ 34″ N, 105° 14′ 51″ W | Mora        |              |
| 10    | Ledoux Rural Historic District                                         |                                                   | 24. Dez. 1990 ID-Nr. 90001057 | Adresse nicht veröffentlicht | Ledoux      |              |
| 11    | Mora Historic District                                                 |                                                   | 24. Dez. 1990 ID-Nr. 90001056 | Adresse nicht veröffentlicht | Mora        |              |
| 12    | North Carmen Historic District                                         |                                                   | 24. Dez. 1990 ID-Nr. 90001058 | Adresse nicht veröffentlicht | Ledoux      |              |
| 13    | Ocate Creek Crossing and the Santa Fe Trail-Mora County Trail Segments |                                                   | 21. Apr. 1994 ID-Nr. 94000329 | nördlich der Straßenkreuzung der New Mexico State Road 127 und der Straße zur Mora Ranch 36° 9′ 2″ N, 104° 54′ 3″ W                    | Ocate       |              |
| 14    | Jose Olquin Barn-Corral Complex                                        |                                                   | 24. Dez. 1990 ID-Nr. 90001060 | Adresse nicht veröffentlicht | Mora        |              |
| 15    | Santa Clara Hotel                                                      | Santa Clara Hotel                                 | 16. Mai 1991 ID-Nr. 91000602  | 111 Railroad Avenue 36° 0′ 30″ N, 104° 42′ 22″ W                                                                                       | Wagon Mound |              |
| 16    | St. Vrain's Mill                                                       | St. Vrain's Mill                                  | 28. Aug. 1973 ID-Nr. 73001143 | an der New Mexico State Road 38 35° 58′ 32″ N, 105° 19′ 44″ W                                                                          | Mora        |              |
| 17    | J. P. Strong Store                                                     | J. P. Strong Store                                | 27. Juli 1979 ID-Nr. 79001542 | New Mexico State Road 120 und New Mexico State Road 442 36° 10′ 31,1″ N, 105° 2′ 55,2″ W                                               | Ocate       |              |
| 18    | Tipton-Black Willow Ranch Historic District                            |                                                   | 29. Juni 2001 ID-Nr. 00001287 | östlich von Watrous 35° 47′ 28″ N, 104° 55′ 34″ W                                                                                      | Watrous     |              |
| 19    | Desiderio Valdez House                                                 |                                                   | 24. Dez. 1990 ID-Nr. 90001059 | Adresse nicht veröffentlicht | Cleveland   |              |
| 20    | Narciso Valdez House                                                   | Narciso Valdez House                              | 11. Juli 1980 ID-Nr. 80004484 | New Mexico State Road 120 36° 10′ 34″ N, 105° 2′ 54,5″ W                                                                               | Ocate       |              |
| 21    | Valmora Sanatorium Historic District                                   |                                                   | 23. März 1995 ID-Nr. 95000286 | New Mexico State Road 97, östlich der Straßenkreuzung mit der New Mexico State Road 161 35° 49′ 1,5″ N, 104° 55′ 26,8″ W               | Watrous     |              |
| 22    | Wagon Mound                                                            | weitere Bilder                                    | 15. Okt. 1966 ID-Nr. 66000478 | östlich von Wagon Mound, an der U.S. Route 85 36° 0′ 39″ N, 104° 42′ 10″ W                                                             | Wagon Mound |              |
| 23    | Watrous                                                                | weitere Bilder                                    | 15. Okt. 1966 ID-Nr. 66000480 | U.S. Route 85 35° 48′ 3″ N, 105° 0′ 5″ W                                                                                               | Watrous     |              |